# Rudolf Suțu
Rudolf Suțu (Soutzo) (n. 27 iulie 1880, Iași – d. 27 mai 1949, București) a fost un ziarist și publicist, scriitor, traducător, muzeograf  și istoriograf.

## Viața
Rudolf Suțu s-a născut în Iași în 1880, fiind fiul profesorului Alexandru Grigore Suțu, junimist, și al Luciei Alexandru Miclescu. Era strănepot al domnitorului Alexandru Nicolae Suțu. 
A urmat studiile universitare la Facultatea de Litere a Universității ieșene avându-l ca profesor pe istoricul A. D. Xenopol. După absolvire a fost un timp asistent la Facultatea de Litere însă s-a orientat repede spre activitatea de ziarist și publicist. A fost directorul cotidianului ieșean Evenimentul și a editat în timpul Primului Război Mondial, împreună cu scriitorul Alexandru Cazaban, revista Dușmanul îndreptată contra ocupației germane. Rudolf Suțu a fost unul dintre fondatorii Sindicatului ziariștilor profesioniști din Moldova (1922).
În paralel cu activitatea ziaristică a fost un istoriograf al vieții culturale și mondene ieșene, publicând două volume din Iașii de odinioară, precum și scriitor și traducător. A fost, de asemenea, între anii 1936-1945, primul director al Bibliotecii municipale, adăpostită într-un local din curtea Mănăstirii Golia, muzeograf la Muzeului Cuza vodă din Iași, membru (împreună cu Nicolae Iorga) al Comisiunii Monumentelor Istorice și efor al Spitalului „Sfântul Spiridon” din Iași.
A fost căsătorit cu Elena Jules Cazaban, descendenta unei vechi familii franceze împământenite în Moldova, absolventă a Conservatorului de Muzică din Iași. Rudolf Suțu este tatăl pianistei Rodica Suțu și bunicul scriitorului Radu Negrescu-Suțu.
Rudolf Suțu a decedat în București, unde se stabilise cu familia la refugiu, la 27 mai 1949, fiind înmormântat în Cimitirul Bellu din București și având un cenotaf și în Cimitirul „Eternitatea” din Iași.

## Opera
- De toate (1909)
- Iașii de odinioară, vol. I[4] (1923) și vol. II (1928)
- Despre librarii și librăriile vechi din Iași (1929)
- Străinătatea văzută de un ieșean (1930)
- O viață (1932)
- Jubileul de 50 de ani de preoție (1882-1932) ai părintelui iconom stavrofor Alexandru Arion (1932)
- Comemorarea Junimii la Iași (1937)
- ''Iașii de odinioară'', vol. I și II, reeditare, Editura Corint, București, 2015 (ediție îngrijită de Radu Negrescu-Suțu)

La propunerea scriitorului Robert Pellevé de la Motte-Ango, marchiz de Flers⁠(fr)[traduceți], care făcuse parte, ca diplomat, din Misiunea militară franceză din România condusă de generalul Henri Mathias Berthelot, Rudolf Suțu a fost decorat după sfârșitul Primului Război Mondial cu Palmele academice franceze.